# Marco Valério Máximo Latuca
Marco Valério Máximo Latuca ou Letuca (em latim: Marcus Valerius Maximus Lactuca) foi um político da gente Valéria nos primeiros anos da República Romana eleito cônsul em 456 a.C. com Espúrio Vergínio Tricosto Celimontano. Era filho de Mânio Valério Voluso Máximo, ditador em 494 a.C.

## Consulado
Marco Valério foi eleito em 456 a.C. com Espúrio Vergínio Tricosto Celimontano. Durante seu mandato, não foram registrados conflitos com os belicosos vizinhos de Roma, os équos e volscos.
Na política interna, continuaram os conflitos entre patrícios e plebeus, desta vez sobre a questão do uso das terras públicas no Aventino. O tribuno da plebe Lúcio Icílio conseguiu aprovar uma lei, chamada Lex Icilia, que garantia aos plebeus o direito de construir habitações privadas no Aventino por causa do aumento da população de Roma.